# Gene Saks
Gene Saks (New York, 8 november 1921 – East Hampton (New York), 28 maart 2015) was een Amerikaans acteur, filmregisseur, filmproducent en theaterregisseur.

## Biografie
Saks studeerde aan de Cornell-universiteit in Ithaca (New York) en leerde het acteren aan de Dramatic Workshop van The New School in New York, waar hij les kreeg van Erwin Piscator.
Hij begon met acteren in het theater en maakte zijn debuut op Broadway in 1949 in de musical South Pacific. Ook regisseerde hij toneelvoorstellingen.
Saks begon in 1951 met acteren voor televisie in de televisieserie Out There. Hierna speelde hij in televisieseries en films als I.Q. (1994) en Deconstructing Harry (1997).
Saks was getrouwd met actrice Beatrice Arthur (1922-2009), met wie hij twee kinderen had. Uit zijn tweede huwelijk heeft hij een dochter.

## Filmografie

### Films
- 1997 · Deconstructing Harry – als vader van Harry
- 1996 · On Seventh Avenue – als Sol Jacobs
- 1994 · I.Q. – als Boris Podolsky
- 1994 · Nobody's Fool – als Wirf Wirfley
- 1984 · The Goodbye People – als Marcus Soloway
- 1983 · Lovesick – als patiënt
- 1978 · The One and Only – als Sidney Seltzer
- 1975 · The Prisoner of Second Avenue – als Harry Edison
- 1965 · A Thousand Clowns – als Leo
- 1958 · Where Is Thy Brother? – als Mr. Kalish

### Filmregisseur
- 1955 · Bye Bye Birdie - film
- 1992 · Cin cin – film
- 1986 · Brighton Beach Memoirs – film
- 1974 · Mame – film
- 1972 · Last of the Red Hot Lovers – film
- 1969 · Cactus Flower – film
- 1968 · The Odd Couple – film
- 1967 · Barefoot in the Park – film

### Filmproducent
- 2011 · Barrymore – film

## Theaterwerk opBroadway

### Theateracteur
- 1962-1963 · A Thousand Clowns – als Leo Herman
- 1961-1962 · A Shot in the Dark – als Morestan
- 1960 · Love and Libel – als Norman Yarrow
- 1959-1961 · The Tenth Man – als rabbijn
- 1958 · Howie – als professor
- 1958 · The Internal Machine – als de kapitein
- 1956-1957 · The Good Woman of Setzuan – als eerste God
- 1949-1955 · South Pacific – als professor
- 1950 · All You Need is One Good Break – als tweede debater

### Theaterregisseur
- 1997 · Barrymore
- 1992 · Jake's Women
- 1991-1993 · Lost in Yonkers
- 1988-1990 · Rumors
- 1987 · A Month of Sundays
- 1986-1988 · Broadway Bound
- 1986 · Rags
- 1985-1986 · The Odd Couple
- 1985-1986 · Biloxi Blues
- 1983-1986 · Brighton Beach Memoirs
- 1982 · Special Occasions
- 1981 · The Supporting Cast
- 1977-1979 · I Love My Wife
- 1976-1977 · California Suite
- 1975-1978 · Same Time, Next Year
- 1971 · How the Other Half Loves
- 1970 · Sheep on the Runway
- 1966-1970 Mame
- 1965-1966 · Generation
- 1965-1966 · Half a Sixpence
- 1963-1964 · Nobody Loves an Albatross
- 1963-1964 · Enter Laughing
- 1962-1963 · A Thousand Clowns

- Bibliothèque nationale de France: cb13899344f (data)
- Gemeinsame Normdatei: 140619216
- International Standard Name Identifier: 0000 0000 8412 0069
- Library of Congress Control Number: n85138447
- Nationale Bibliotheek van Tsjechië: xx0119962
- Nationale Bibliotheek van Israël: 987012250574705171
- Nederlandse Thesaurus van Auteursnamen: 071308733
- SNAC: w6j67w6z
- Système universitaire de documentation: 251544982
- Virtual International Authority File: 114957215
- WorldCat: E39PBJdRrJvbFKrfhXbjvm3mh3